# Шесть школьников из Джены
Шесть школьников из Джены (англ. Jena Six) — шесть чёрных подростков из городка Джена (штат Луизиана), обвинённых в 2006 году в избиении белого школьника Джастина Баркера. Нападение на Баркера произошло 4 декабря 2006 года, в результате которого он получил травмы и был доставлен в отделение неотложной медицинской помощи. В ходе расследования это дело часто упоминалось в СМИ как пример расовой несправедливости в Соединенных Штатах, так как чернокожим подросткам изначально были предъявлены слишком тяжёлые обвинения и расследование проходило несправедливо. Шесть школьников — Роберт Бэйли (17 лет), Майкл Белл (16 лет), Карвин Джонс (18 лет), Брайант Парвис (17 лет), Джесси Рей Бирд (14 лет) и Тео Шо (17 лет) были арестованы по обвинению в нападении на Баркера. Майкл Белл первоначально был осуждён как взрослый в избиении при отягчающих обстоятельствах и сговоре с целью совершения избиения при отягчающих обстоятельствах. Позже решение суда по его делу было отменено на основании того, что его должны были судить как несовершеннолетнего. Перед новым рассмотрением в суде по делам несовершеннолетних Белл признал себя виновным в обмен на изменение обвинения на побои. Остальные пять обвиняемых не признали своей вины и также были осуждены.
За несколько месяцев до нападения в городке произошёл ряд событий, которые СМИ связывали с эскалацией местной расовой напряжённости. Среди этих событий: вывешивание висельных петель на дереве во дворе школы, две жестокие драки между чёрными и белыми подростками и поджог главного здания школы. СМИ, освещавшие дело шести школьников из Джены, часто сообщали, что все эти события связаны, однако федеральный и приходской прокуроры пришли к выводу, что это не так. Например, поджог школы был предпринят чтобы уничтожить записи об оценках учеников.
Дело шести школьников из Джены вызвало протесты по всей территории США. Протестующие считали аресты и последующие обвинения (первоначально ученики обвинялись в попытке убийства второй степени, хотя позже обвинение было изменено) чрезмерными и основанными на расовой дискриминации и утверждали, что к белой молодёжи Джены, участвующей в подобных инцидентах, относились более снисходительно. 20 сентября 2007 года от 15 000 до 20 000 протестующих прошли маршем по Джене, который в СМИ получил характеристику «крупнейшей демонстрации за гражданские права за последние годы». Подобные протесты в тот же день прошли и в других городах США. Это событие позже было отражено в песнях, рассказывающих о шестёрке из Джены, многочисленных публикациях в СМИ и в слушаниях в Конгрессе.

## Предыстория
В старшей школе Джены училось примерно 10 % чёрных школьников и почти 90 % белых, что отражало расовое распределение жителей города, население которого насчитывало около 3000 человек. В некоторых ранних сообщениях говорилось, что ученики разных рас редко сидели вместе, например в кафетерии, хотя эти наблюдения оставались под вопросом. Согласно тем же сообщениям, чернокожие ученики обычно проводили время на трибунах школьного стадиона, а белые сидели в центре школьного двора под большим деревом, называемого «белым деревом» или «деревом учеников». Однако по свидетельствам учителей и школьной администрации дерево никогда не называли «белым деревом», и ученики всех рас сидели под ним в то или иное время. На школьном собрании, проходившем 31 августа 2006 года, черный новичок спросил директора, может ли он сидеть под деревом. По словам Дональда Вашингтона, федерального прокурора Соединенных Штатов Западного округа штата Луизиана, директор сказал, что этот вопрос был задан в «шутливой форме», и он ответил, что ученики могут «сидеть там, где они хотят». По некоторым данным, новичок и его друзья сидели под деревом.

### Висельные петли
На следующее утро ученики и работники школы обнаружили висящие на дереве висельные петли. В источниках указывалось разное количество петель — две или три. Один из чернокожих учителей утверждал, что в тот день видел как и белые, так и чёрные ученики «играли с ними, хватались за них, раскачивались на них и просовывали свои головы в петли». Помощник редактора The Jena Times Крейг Франклин рассказал, что петли были повешены в качестве розыгрыша тремя студентами под руководством белого члена школьной команды по родео. Следственный комитет школы пришёл к выводу, что «трое молодых подростков не имели никакого понятия, что петли символизируют страшное наследие линчевания бесчисленных чёрных в американской истории». Имена тех, кто повесил петли не были раскрыты общественности.

### Поджог школы, драки и противостояния
30 ноября 2006 года в результате поджога было разрушено основное здание школы. Хотя это событие произошло задолго до нападения на Баркера и были установлены виновные, в средствах массовой информации говорилось, что поджёг был совершён на расовой почве и в дальнейшем привёл к нападению. 28 декабря 2007 года шериф прихода Ла-Салл Скотт Франклин объявил результаты расследования — пожар был устроен для уничтожения записей об оценках и закрытия школы на некоторое время. В результате, было арестовано шесть подозреваемых (три несовершеннолетних и три взрослых), представляющие разные расы, и ещё двое были объявлены в розыск. Франклин подчеркнул, что поджог не был связан с расовой нетерпимостью и нет никакой связи с шестёркой из Джены. Двое подозреваемых в поджоге были признаны виновными, приговорены к десяти годам тюремного заключения и выплате денежной компенсации в размере 10 млн долларов.

Магазин Gotta Go рядом с Дженой

1 декабря 2006 года в ярмарочном амбаре Джены проходила частная вечеринка. Примерно в 23 часа Бэйли и ещё четверо чёрных парней попытались попасть туда. Согласно федеральному прокурору США Дональду Вашингтону, женщина на входе сказала им, что вход на мероприятие только по приглашениям, но юноши стали настаивать чтобы их впустили, утверждая, что на вечеринке находятся их друзья. На помощь женщине вышел белый мужчина, который не был учеником школы, и между ним и пришедшими завязалась драка. После того, как драка немного успокоилась, женщина попросила мужчину и пришедших подростков покинуть вечеринку. На улице они оказались втянуты ещё в одну драку с группой белых мужчин. Позже один из нападающих, Джастин Слоан, был обвинён в нанесении побоев и приговорён к условному сроку. Бэйли же позже заявлял, что в той драке один из мужчин разбил пивную бутылку об его голову, однако отсутствуют какие-либо записи, что он обращался за медицинской помощью.
На следующий день рядом с магазином Gotta Go, находящимся за пределами города, произошёл инцидент между Бэйли, двумя его друзьями и Мэттом Уиндхэмом. Согласно данным следствиям, показания участников события о его причинах разнятся. Уиндхэм утверждал, что Бэйли и его друзья преследовали его и он вынужден был убежать к своей машине в которой находилось ружьё. Однако нападающие повалили его и забрали оружие. Согласно же чёрным парням, когда они выходили из магазина на них напал Уиндхэм с ружьём. Они сказали, что выбили у него оружие из рук, после чего ушли вместе с ружьём. На основании свидетельских показаний Бэйли был обвинён в нарушении общественного порядка, ограблении второй степени и кражи огнестрельного оружия.

## Нападение на Баркера
4 декабря 2006 года семнадцатилетний школьник старшей школы Джены Джастин Баркер был жестоко избит на территории образовательного учреждения группой чернокожих подростков. Первоначально обвиняемые говорили, что Баркер сказал расистскую шутку, а позже некоторые из них изменили свои показания, заявив, что они избили Баркера в отместку за три висельных петли. Инспектор Брейтхаупт описал избиение как «умышленную засаду и нападение шести школьников на одного. Жертва была избита до состояние кровавого бессознательного состояния». Баркер был доставлен в местное отделение неотложной помощи, где у него диагностировали сотрясение мозга, травмы руки, лица и ушей, а его глаз распух так, что он ничего им не видел.. Однако уже через три часа его выписали и в тот же день он посетил школьную церемонию вручения перстней, а после пошёл на танцы. В своих показаниях он так объяснил свой поступок: «Я ждал 11 лет, чтобы пойти туда. Я не мог позволить им встать на моём пути». На танцах Баркер пробыл недолго и из-за боли был вынужден пойти домой. Во время суда Джастин рассказал, что в результате нападения его лицо сильно распухло и он три недели не мог ничего видеть одним глазом. Он также утверждал, что после нападения начал страдать повторяющимися головными болями и стал забывчивым.
Федеральный прокурор США Вашингтон заявил, что он не считает, что висельные петли и избиение были связаны. Уолтерс также сказал, что нет никакой связи между петлями и избиением: «Когда это дело передали мне, во время нашего расследования и в ходе судебного разбирательства, никто ни разу не предполагал такую связь. Эта сюжетная линия была предложена уже после». Хотя Вашингтон полагал, что и висельные петли и избиение Баркера были симптомами расовой напряженности, он утверждал, что не было никакой очевидной вражды между учениками в школе после того, как были найдены висельные петли.

## Судебные процессы
По подозрению в нападении на Баркера правоохранительные органы арестовали шестерых школьников, которые позже станут известными как «Шестёрка из Джены». Пятерым из них (Роберт Бейли младший (17 лет), Майкл Белл (16 лет), Карвин Джонс (18 лет), Брайант Первис (17 лет) и Тео Шоу (17 лет)) были предъявлены обвинения в покушении на убийство. Шестой школьник, Джесси Рей Бирд, был обвинен как несовершеннолетний. Хотя на момент преступления Беллу было всего 16 лет, суд принял во внимание его криминальное прошлое и тот факт, что он был инициатором нападения, поэтому его дело не было передано в суд по делам несовершеннолетних.

### Суд над Майклом Беллом
26 июня 2007 года начался суд над Майклом Беллом под председательством окружного судьи Джей Пи Мауффри младшим. В этот день Уолтерс изменил обвинения на избиение второй степени при отягчающих обстоятельствах и в сговоре с целью совершения избиения второй степени при отягчающих обстоятельствах. Хотя обвинение в избиении при отягчающих обстоятельствах предполагает использование «опасного оружия», Уолтерс заявил, что кроссовки, надетые на Белла когда тот избивал ногами Баркера, были опасным оружием. Несколько свидетелей подтвердили, что видели как Белл бил Баркера, хотя некоторые свидетели не были уверены, что Белл вообще участвовал в нападении.
Ещё до начала суда государственный защитник Блейн Уилльямс настоятельно советовал Беллу признать себя виновным и заключить сделку. На суде защита не вызвала ни одного свидетеля и не предоставила ни одной улики. Все шесть членов жюри были белые. Пул присяжных насчитывал 150 человек, включая чернокожих, но ни один из 50 потенциальных членов жюри не был чёрным. Уилльямс же не оспаривал выбор присяжных.
Суд присяжных признал Белла виновным и ему грозило до 22 лет тюремного заключение. Решение по этому поводу должно было состояться 20 сентября 2007 года. Новые адвокаты Белла Луис Скотт и Кэрол Пауэлл-Лексинг потребовали провести новое слушание дела на основании того, что их подзащитный не должен был проходить по делу как совершеннолетний. Они также попросили уменьшить сумму залога в 90 000 долларов, однако, учитывая его криминальное прошлое, 24 августа судья вынес отрицательное решение. До этого Белл уже обвинялся в избиении и его выпускали на поруки, во время чего его вновь обвинили в избиении и двух фактах порчи чужого имущества. Одно из обвинений касалось избиения 17-летней девушки, которую Белл ударил в лицо. Первоначально же СМИ сообщали, что у Белла нет криминального прошлого. 4 сентября 2007 года судья Мауффри снял с обвиняемого обвинение в сговоре на основании того, что Белл должен был проходить в суде как несовершеннолетний, однако оставил в силе обвинение в избиении. Адвокаты Белла продолжили обжалование приговора на основании того, что Белл судился как взрослый. 14 сентября 2007 года апелляционная инстанция третьего круга Луизианы отменила приговор Белла в избиении на основании того, что оставшееся обвинение не входит в перечень преступлений, за которые его могут судить как взрослого. 26 сентября Уолтерс объявил, что он не будет обжаловать это решение и будет судить Белла как несовершеннолетнего.
На основании этого решения адвокаты потребовали уменьшить сумму залога для Белла, но 21 сентября судья Мауффри вновь отказал им. Однако уже 27 сентября судья по делам несовершеннолетних выпустил Белла под залог 45 000 долларов, кроме того на подростке был установлен электронный датчик и ему был назначен инспектор по надзору за условно осужденными.
11 октября 2007 года Мауффри нашёл нарушения Белла условий досрочного освобождения по предыдущим преступления и приговорил его к 18 месяцам заключения в тюрьме для несовершеннолетних по двум пунктам избиения и двум пунктам порчи собственности, после чего Белл был отправлен в место отбывания наказания. Согласно Уолтерсу, это дело не было связано с нападением на Баркера, поэтому его ранее не рассматривали на процессе. Защита подала ходатайство о прекращении дела Баркера на основании того, что повторный судебный процесс приведёт к вторичному привлечению Белла к уголовной ответственности за одно и то же преступление. 8 ноября Мауффри отказал в ходатайстве.
Повторное судебное разбирательство по делу о нападении на Баркера было назначено на 6 декабря. За три дня до назначенной даты Белл согласился на сделку с прокурором, признав себя виновным в обмен на изменения обвинений на побои, и был приговорён к 18 месяца тюремного заключения в заведении для несовершеннолетних. Он также согласился дать свидетельские показания против других обвиняемых по этому делу. Все апелляции также были сняты как часть сделки.

### Суд над остальными обвиняемыми
4 сентября 2007 года обвинения против Карвина Джонса и Тео Шоу были изменены на побои второй степени при отягчающих обстоятельствах и сговор, такие же обвинения были предъявлены Роберту Бейли младшему 10 сентября. Брайант Первис был привлечен к суду 7 ноября 2007 года по смягчённым обвинениям: избиение при отягчающих обстоятельствах и сговор с целью совершения избиения при отягчающих обстоятельствах, где признал себя невиновным. Так как согласно законам Луизианы семнадцатилетние считаются взрослыми при рассмотрении уголовных дел, обвинения для этих четырёх остались прежними несмотря на выигранную апелляцию Белла.
Из-за требования, чтобы Мауффри взял самоотвод, рассмотрение дела было ненадолго отложено. 31 июля 2008 года Мауффри отстранили от рассмотрения этого дела в виду его сомнительных комментарий в отношении обвиняемых. 4 августа 2008 года Верховный суд Луизианы назначил судьёй на оставшиеся пять дел Томаса Егера. Уолтерс попробовал опротестовать это решение, но 4 марта 2009 года его просьбу отклонили ввиду её неактуальности, так как Мауффри к тому времени уже вышел на пенсию.
26 июня 2009 года оставшиеся пять обвиняемых заявили «no contest» (заявление по которому обвиняемые не признаю себя как виновными, так и не виновными) по обвинению в оскорблении действием. Суд признал виновных их в этом обвинении и приговорил их к уплате штрафа в размере 500 долларов (отменён в отношении Шоу, в виду времени проведённым им в тюрьме), к уплате 500 долларов судебных сборов, обязал их выплатить компенсацию семье Баркера (с которым обвиняемым было запрещено контактировать) и семи дням условного срока. Адвокаты обвиняемых зачитали их заявление, в котором они извинялись перед семьёй Баркера и перед городом. В своём заявлении они также высказались по поводу слухов о том, что были спровоцированы расовыми высказываниями Баркера:

Чтобы было ясно, никто из нас не слышал, чтобы Джастин говорил что-нибудь оскорбительное или что-нибудь такое, что бы оправдало нападение Майкла Белла на Джастина. Также никто из нас не видел, чтобы Джастин сделал что-то такое, что бы заставило Майкла так среагировать.
Оригинальный текст (англ.)To be clear, not one of us heard Justin use any slur or say anything that justified Mychal Bell attacking Justin nor did any of us see Justin do anything that would cause Mychal to react.

Председательствующий судья Егер также приказал молодежи избегать преступной деятельности и не отказываться от заявлений сделанных от их имени в суде. 26 июня было объявлено, что гражданский иск по делу Баркер против шестёрки из Джены был урегулирован на не разглашённых условиях. Его гражданский иск против школьного совета находилось на стадии рассмотрения.

## Освещение в прессе

### Освещение в новостях
Первоначально дело шести школьников из Джены игнорировалось общенациональными СМИ США, однако освещалось местными газетами Луизианы. И The Jena Times и The Town Talk (региональная газета из Александрии) освещали дело с самого его начала. Кроме того, ещё до того, как эту историю подхватили общенациональные СМИ, её активно обсуждали афро-американские блогеры. Впервые об этом деле стали говорить за пределами Луизианы 9 мая 2007 года, когда о происшествии написал небольшой журнал Left Turn. И лишь 20 мая о нём впервые написала общенациональная газета — глава Юго-Западного отделения Chicago Tribune Ховард Уитт написал статью об этом происшествии. Сам Уитт получил краткое резюме этого события от священника из Техаса Алана Бина, основателя адвокатской группы Friends of Justice, которая разослала документ по этому делу репортёрам и блогерам. В документе Бин кроме прочего требовал, чтобы делом занимались не местные власти. В тот же день статья об этом событии появилась в британской газете The Observer.
24 мая в передаче BBC This World этому событию был отведён целый сегмент. И только в июле 2007 года, после того, как CNN показало сюжет с интервью с жителями Джены и родителями подростков, замешанных в этом деле, это событие стало получать большую огласку в СМИ. Учитывая расовую историю Юга, репортажи из Джены вызвали движение за гражданские права, ссылаясь на традиции линчевания и законы Джима Кроу. Некоторые источники указывали на недостоверность репортажей в СМИ. Так, Associated Press опубликовала статью, в которой отметила различные ошибки, допущенные в новостных материалах, такие как: было ли дерево «белым деревом», количество висельных петель и судьба учеников качавшихся на петлях. На основе этого материала, MTV опубликовало опровержение недостоверной информации, основанную на данных, полученных каналом из других новостных источников.

### Колумнисты и редакционные колонки
Колумнисты и авторы многих редакционных колонок положительно отозвались о сторонниках шестёрки из Джены. Они использовали этот случай, чтобы обсудить более широкие тенденции расизма в системе уголовного правосудия США и призвать к возобновлению движения за гражданские права. Большинство редакционных колонок было опубликовано во время митинга в Джене. В колонке The New York Post от 23 сентября 2007 года было написано «невозможно рассмотреть дело о так называемой шестёрке из Джены и не прийти к выводу, что эти черные подростки стали жертвами судебной ошибки, связанной с двойными стандартами». Автор Huffington Post Байрон Уильямс наряду с несколькими другими журналистами процитировал исследования 2005 года Urban League о том, что средний чернокожий мужчина, осуждённый в нападении при отягчающих обстоятельствах, приговаривается на 48 месяцев тюрьмы больше, чем белый мужчина в подобной ситуации. В докладе 2005 года также утверждалось, что вероятность арестованного черного мужчины попасть в тюрьму в три раза больше, чем у белого, арестованного за такое же преступление. Ссылаясь на ту же статистику колумнист Кларенс Пейдж писал, что «Лучшим наследим марша в поддержку шестёрки из Джены будет новое движение, посвященное на этот раз сокращению и ликвидации неравного правосудия в любом его проявлении. Меня не волнует, кто возглавит его, но оно не должно быть только для чернокожих.» В своей статья для The New York Times профессор Гарвардского университета Орландо Паттерсон использовали этот случай чтобы подчеркнуть использование пенитенциарной системы в качестве «средства управления молодыми черными мужчинами», что является одним из факторов в «кризисе отношений между мужчинами и женщинами всех классов и, как следствие, катастрофическое состояние жизни чёрной семейной».
Другие обозреватели утверждают, что неточности освещения дела в средствах массовой информации несправедливо запятнали город и слишком раздули это дело в рамках страны, что является частью тенденции в 24-часовом цикле новостей. Обозреватель The Dallas Morning News Хизер Макдональд хотя и назвала висельные петли «омерзительной провокацией», написала что «средства массовой информации, (расовые) адвокаты и потворствующие политики возбудились в кажущейся радости предполагаемого доказательства того, что Америка остается расистской страной». В колонке в The Kansas City Star Джейсон Уитлок обратил внимание на то, что он назвал «неточностями, основанными на фактах» в освещении истории. Он сосредоточился на том сообщении, который передал в СМИ Бин: «история Бина построена, по его признанию, на обвинении системы правосудия и людей во власти в Джене, и, следовательно, история основана на предвзятости». Крейг Франклин, помощник редактора The Jena Times, который говорил, что является единственным журналистом, освещавшим эту историю с самого её начала, написал в The Christian Science Monitor: «Я никогда раньше не видел такого позора в профессиональной журналистике. Мифы заменили факты… правда о Джене в конечном итоге будет известна».

## Общественный резонанс
Дело вызвало бурную реакцию общественности, которая считала обвинения против шестёрки из Дженны несоразмерными и расово мотивированными. Сторонники обвиняемых распространяли онлайн петиции, собирали деньги на юридическую защиту, а 20 сентября 2007 года провели демонстрацию в Джене. Это событие привлекло тысячи людей пройтись маршем протеста по городу.

### Митинги

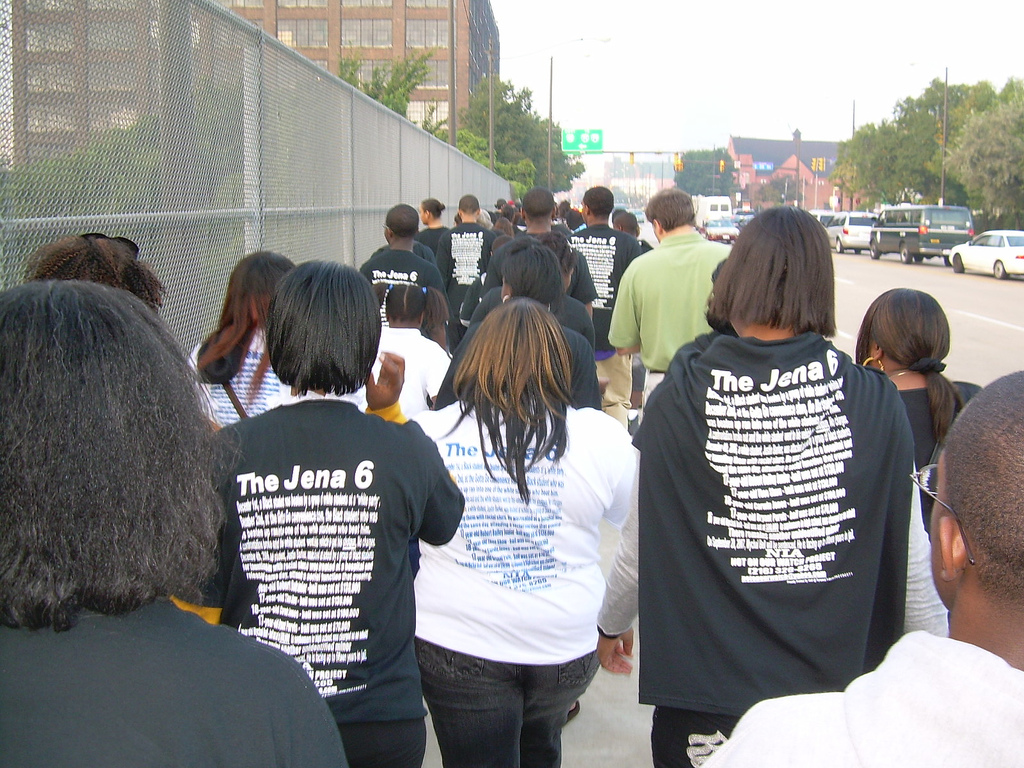
Марш в поддержку шестёрки из Джены в Кливленде, Огайо

20 сентября 2007 года в день, когда было запланировано вынесение приговора Беллу, в городе прошёл митинг в его поддержку. Согласно оценкам, от 15 000 до 20 000 человек приняло участие в митинге, что полностью парализовало небольшой городок. Чтобы принять участие в митинге в город съехались люди со всей страны. Некоторые даже приехали с Лос-Анджелеса и Вашингтона. Из-за заторов на дорогах многие протестующие покинули свои машины и продолжили путь пешком. Среди участников митинга были такие правозащитники как Джесси Джексон, Эл Шарптон и Мартин Лютер Кинг III, а также рэпперы Mos Def и Salt-N-Pepa. Рэпер и актер Ice Cube не только принял участие, но и оказал финансовую поддержку мероприятию. Основным оратором должен был стать Дэррил Хант — афроамериканец, который в 1984 году был несправедливо осужден за изнасилование и убийство молодой белой репортёрши. К демонстрантам также обратился с речью генеральный президент братства Alpha Phi Alpha Дэррил Мэтьюз, который сказал: «Знание того, что даже в 2007 году мечта Мартина Лютера Кинга об одинаковом обращении, уважении, справедливости и возможности до сих пор не реализована, отрезвляет».

### Отражение в творчестве музыкантов
Дело шести школьников из Джены послужило основой к написанию ряда песен. Так музыкант Джон Мелленкамп выпустил песню под названием «Jena», в которой присутствовали слова: «Джена, снимите ваши висельные петли» (англ. Jena, take your nooses down), привлёкшие большое внимание общественности, и которые сам Мелленкамп описал как «осуждение расизма». В музыкальное видео на песню были включены кадры с Дженой, школой и деревом, а также хроники 1960-х годов — марши протеста за гражданские права и избиение протестующих полицией, записи речей Джона Кеннеди и Мартина Лютера Кинга, а также образ чёрного человека в кандалах. В ответ на песню и музыкальное видео к ней мэр Джены Мёрфи Макмиллан выступил с опровержением обвинений, которые, по его мнению, были выражены в творчестве Мелленкампа. Один из эпизодов Salt-N-Pepa Show канала VH1 был снят во время митингов. Дело шестерых школьников также легло в основу песни Бомани Армаха «Jena 6».

### Другое

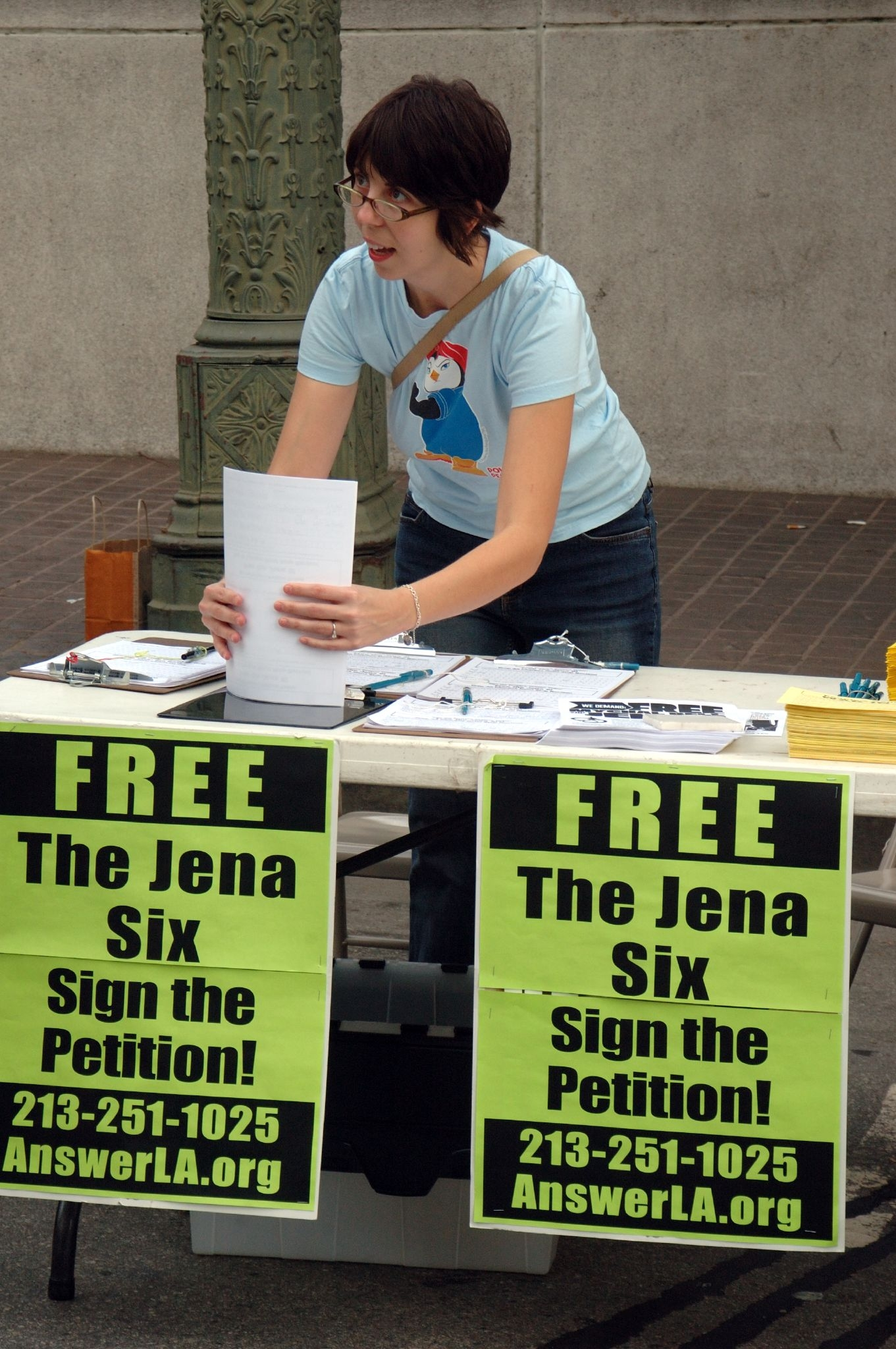
Активист A.N.S.W.E.R. собирает подписи в поддержку петиции о провидении митинга в Лос-Анджелесе, октябрь 2007 года

В ответ на дело было создано множество онлайн петиций, призывающих к различным действиям. Онлайн адвокатская группа Color of Change, которая раньше оказывала юридические услуги пострадавшим от урагана Катрина, потребовала от окружного прокурора Уолтерса снять все обвинения, а от губернатора Кэтлин Бланко провести расследование его действий. На юридическую поддержку шестёрки из Джены Color of Change собрали более 212 000 долларов, в основном от онлайн пожертвований. На сайте Национальной ассоциации содействия прогрессу цветного населения (NAACP) также была размещена ссылка для помощи школьникам, однако при нажатии на неё открывалась общая страница по сбору пожертвований и не было возможности проследить куда же пойдут средства. На это несоответствие указало несколько черных блогеров и ссылка была изменена.
The Southern Poverty Law Center, которые представляли Бирда также наняли местного адвоката для защиты Бейли и помогали координировать общую стратегию защиты.
Через несколько месяцев после митинга в поддержку шести школьников из Джены, начали вестись разговоры о средствах собранных для обвиняемых и то куда и как их потратили. Впервые этот вопрос возник после появления фотографии на бывшей странице Роберта Бэйли в MySpace, на которой Роберт был изображён с пачкой стодолларовых купюр у себя во рту. Скандал получил развитие, когда радиоведущий Майкл Бейсден обвинил Color of Change в «непрозрачности» использования пожертвований. На что Color of Change дали ссылку на страницу с перечнем аннулированных чеков. 10 ноября журналист Chicago Tribune Ховард Уитт в своём докладе показал, что среди организаций по защите гражданских прав только Color of Change полностью прозрачна по использованию полученных средств. Однако Уитт поставил вопрос о пожертвованиях, которые составили более полумиллиона долларов, шире. Он сообщил, что адвокаты Белла жаловались, что до сих пор не получили ни копейки от своего подзащитного, и что семьи обвиняемых отказываются публично отчитаться о полученных пожертвованиях.
22 сентября 2007 года ФБР начало расследование о веб-сайте белых супермаксистов, на котором были размещены домашние адреса и пятерых из шестёрки и телефонные номера некоторых их семей, как было написано на сайте «на случай, если кто-то захочет доставить справедливость». Пресс-секретарь ФБР заявил, что агентство считает, что веб-сайт «определённо призывал к линчиванию». Адвокат по гражданским правам Эл Шарптон рассказал, что некоторые из семей постоянно получают телефонные звонки с угрозами.

## Последующие события
25 сентября 2007 года член Палаты представителей и председатель Юридического комитета Палаты представителей Конгресса США Джон Коньерс объявил, что он проведёт слушания в Конгрессе о, как он выразился, «судебной ошибке, произошедшей в Джене, Луизиана», чтобы Министерство юстиции США вмешалось в происходящее. Слушания прошли 16 октября 2007 года, и на них, наряду с другими, свидетельствовали и Вашингтон с Шарптоном. Уолтерс также был приглашён в качестве свидетеля, но отказался. Большинство представителей республиканской партии в комитете также не пришли. Представитель Техаса Шейла Джексон в своей речи сказала Вашингтону и другим членам министерства юстиции: «Как вам не стыдно… Как родитель я на грани слёз», а также «Я хочу знать, что вы собираетесь сделать для того, чтобы вытащить Майкла Белла из тюрьмы!» В ответ на это заявление, генеральный прокурор США Вашингтон сказал, что федеральные власти практически не имеют влияние на происходящее.
Член палаты представителей Ли и другие члены Congressional Black Caucus призвали уходящую в связи с окончанием срока полномочий губернатора Луизианы Бланко помиловать шестёрку из Джены. В своём заявлении от 19 декабря 2007 года они сказали «мы считаем Майкл Белл и шестёрка из Джены заплатили достаточный долг перед обществом за любые преступления, которые они могли совершить». На что с департамента Бланко ответили, что она не может помиловать без рекомендации совета по помилованию штата, но ни одно заседание этого органа не был запланирован на оставшееся время срока её полномочий. Уолтерс отметил, что его «восхищает страсть [Ли] к расовому равенству, но не понимание ею фактов». Он отметил, что нападение на Баркера было не просто школьной дракой «но, скорее не спровоцированным, непредвиденным нападением на молодого человека, который не имел ничего общего с висельными петлями». Срок полномочий губернатора Бланко закончился без каких либо её действий, направленных на помилование.
31 июля 2007 года руководство школы спилило дерево, доставившее ей столько неприятностей. Член школьного совета Фаулер сказал: «Ничего хорошего не связано с этим деревом. Один негатив. Я член нового школьного совета и мы хотим в некоторых сферах начать с чистого листа». Согласно Фаулеру, дерево было спилено чтобы дать возможность отстроить школу после пожара. Однако другие считали, что спиливание дерева — не эффективный путь решения проблемы с расизмом в Джене. «Спиливание красивого дерева не решит проблемы», — сказала мать Роберта Бейли Касептла.
13 октября 2007 года Джонс и Пурвис посетили церемонию награждения BET Hip Hop Awards, где их пригласили представить победителей в номинации «Видео года». Во время выхода парней на сцену зал стоя приветствовал их овациями. Эмси церемонии Кэтт Уилльямс пошутил: «Они не выглядят такими уж опасными, не так ли?» В своей речи Джонс и Пурвис поблагодарили свою семью, родных, друзей, Hip-Hop Nation и всех, кто приезжал в Джену.
29 ноября 2007 года Джастин Баркер и его родители подали гражданский иск против родителей мальчиков, обвинённых в нападении на него, на совершеннолетних (на момент нападения) участников нападения, на ученика Малкольма Шоу и на школьный совет. Медицинские счета Баркера за пребывание в отделении скорой помощи составили более 5000 долларов. В иске Баркеры утверждали, что школьный совет плохо контролировал учеников и поддерживал дисциплину. Баркеры также утверждали, что школьный совет не выполнил план по «устранению опасной деятельности: угроз и нападений других учеников, хотя в их распоряжении были данные об этих угрозах и предыдущих нападениях на территории школы».
Поначалу решение по иску Баркеров было отложено до вынесения приговора в уголовном деле. Однако, когда адвокат семьи узнал, что Джесси Рей Бирд использовал деньги, предназначенные для защиты (на использование которых был бы наложен арест в связи с иском), на оплату частной школы, он решил начать действовать. Этому помешал иск адвоката Белла с просьбой о самоотводе судьи Мауффри, в связи с чем рассмотрение дела было приостановлено. 16 марта 2009 года судьёй по этому иску был назначен Рональд Левельян. 26 июня Левельян принял решение в пользу Баркера по иску против шестёрки из Джены, однако решение относительно школы так и осталось на стадии рассмотрения.

## Дальнейшая жизнь участников происшествия
В феврале 2007 года Джесси Рей Бирд был обвинён в ряде преступлений, совершённых до событий 2006 года, — в избиении, нападении и порчи имущества на сумму менее 500 долларов. Он был признан виновным, приговорён к условному сроку и помещён под домашний арест. 9 июля 2008 года Бирд был освобождён из-под домашнего ареста, чтобы он смог посещать летние учебные курсы и участвовать в футбольном лагере в Нью-Йорке. Однако его обязали вернуться в Джену до 11 августа. В Нью-Йорке он жил в доме местного адвоката и работал интерном в адвокатской конторе. 6 августа прокурор Егер снял с него ограничения по условному освобождению (он оставался связанным условиями выхода под залог по делу Баркера), чтобы Бирд мог посещать частную школу Кантербери в Коннектикуте. Хотя школа и предложила Джесси частично оплатить обучение, половина суммы за обучение в размере 39 000 долларов была выплачена с фонда Шестёрки из Дженны. В школе Кантерберри, которую Бирд закончил в 2010 году, он играл в баскетбол, бейсбол и американский футбол. По окончании школы он получил стипендию и поступил в университет Хофстра, где выступал за местную команду по лакроссу.
7 февраля 2008 года Брайант Первис был арестован по обвинению в нападении, приведшему к травме, на одного из учеников старшей школы в Техасе, куда Первис переехал после событий в Джене. Он был приговорён к одному году условного заключения и общественным работам. Позже он поступил в колледж Ренджер, где получил баскетбольную стипендию. В 2011 году он перевёлся в Государственный университет Грэмблинга, где также продолжил играть в баскетбол.
Корвин Джонс был арестован 10 мая 2008 года по обвинению в избиении. По данным департамента шерифа Джонс ударил мужчину сзади. Сам Корвин отрицал свою вину, утверждая, что этот инцидент был спровоцирован дракой за день до нападения и что его преследовали и запугивали. Кроме того, ещё раньше, 24 января 2008 года, Джонс арестовывался по обвинению в незаконном проникновении. Согласно его отцу, Джонс получил диплом старшей школы Джены, так как сдал все экзамены до ареста. По окончании школы он переехал и стал работать в отеле.